# 5026 Martes
Az 5026 Martes (ideiglenes jelöléssel 1987 QL1) a Naprendszer kisbolygóövében található aszteroida. Antonín Mrkos fedezte fel 1987. augusztus 22-én.